# Legislação sobre armas de fogo

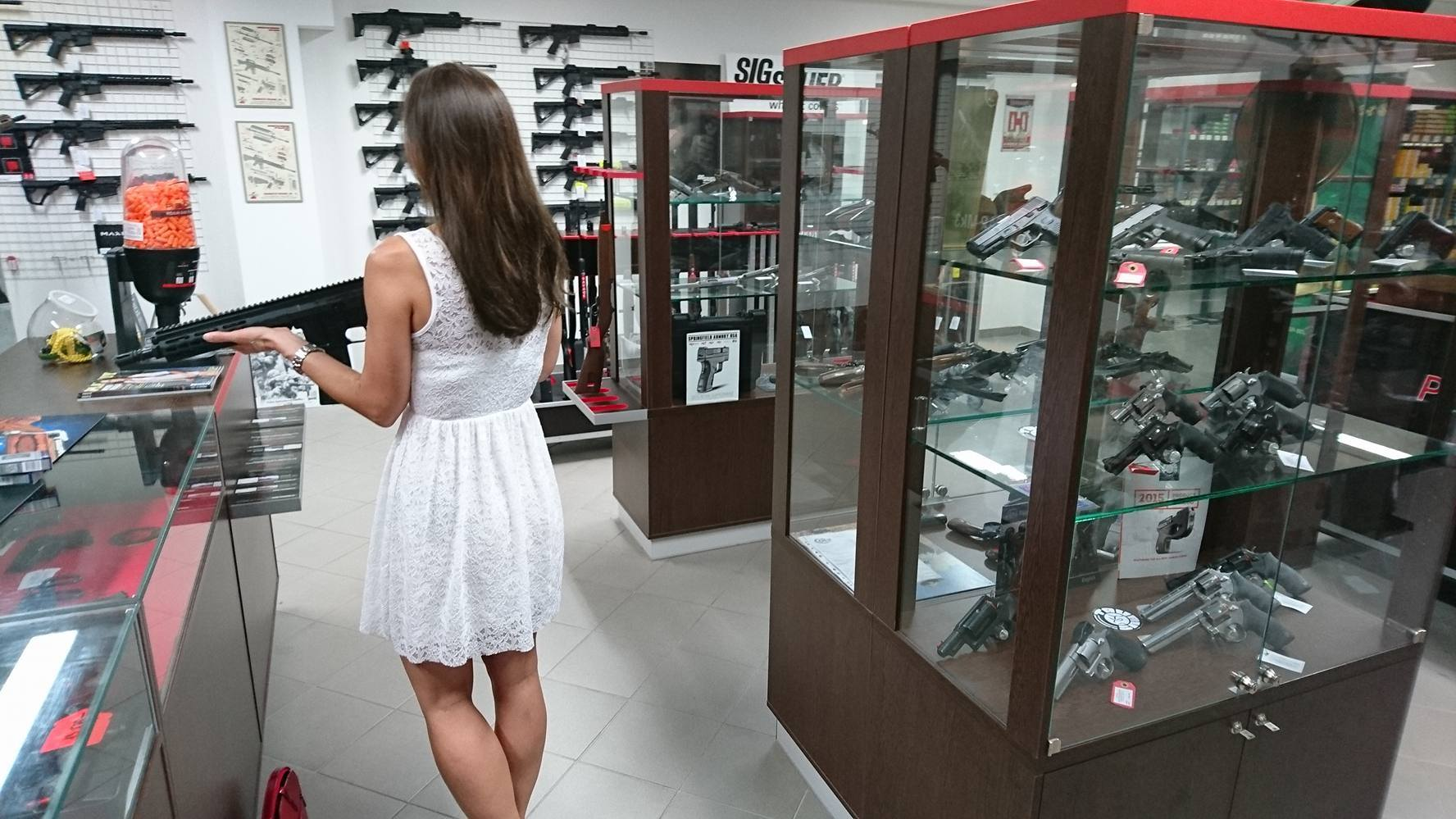
Cliente examina um fuzil em uma loja em Praga na República Tcheca.

Legislação sobre armas de fogo refere-se ao conjunto de leis e decretos, normalmente estabelecidos por políticas públicas destinadas à regulamentação do comércio, posse e porte de armas de fogo e munição.

## Visão geral
As leis e políticas de armas de fogo (coletivamente referidas como regulamentação de armas de fogo ou controle de armas) regulam a fabricação, venda, transferência, posse, modificação e uso de armas pequenas por civis. Muitos países têm políticas restritivas de armas de fogo, enquanto alguns têm políticas permissivas. Os países com legislação de armas mais permissiva são: Albânia, Áustria, Chade, República do Congo, Honduras, Micronésia, Namíbia, Nigéria, Paquistão, Filipinas, Senegal, África do Sul, Suíça, Tanzânia, Estados Unidos, Iêmen e Zâmbia, embora vários outros países, como o Canadá e a Chéquia, apesar de teoricamente serem restritivos, são países considerados emissários. Os países com uma forte cultura armamentista podem conceder aos civis o direito de manter e portar armas, e têm leis de armas mais liberais do que os países vizinhos. Os países que regulam o acesso a armas de fogo normalmente restringem o acesso a apenas determinadas categorias e restringem as categorias de pessoas que podem receber uma licença para acesso a essas armas de fogo. Pode haver licenças separadas para caça, tiro esportivo, autodefesa, e porte oculto, com diferentes conjuntos de requisitos, permissões e responsabilidades.
As leis relacionadas a armas são criadas com a intenção de reduzir o uso de armas pequenas em atividades criminosas, especificando armas consideradas capazes de infligir o maior dano e as mais facilmente ocultadas (como revólveres e outras armas de cano curto). Pessoas com restrição de acesso legal a armas de fogo podem incluir pessoas com menos de uma certa idade ou com antecedentes criminais. As licenças de armas de fogo podem ser negadas àqueles que se sentem em maior risco de ferir a si mesmos ou a outras pessoas, como pessoas com histórico de violência doméstica, alcoolismo ou abuso de substâncias, doença mental, depressão ou tentativa de suicídio. Aqueles que solicitam uma licença de arma de fogo podem ter que demonstrar competência completando um curso de segurança de arma e mostrar provisão para um local seguro para armazenar armas.
As leis de armas são consideradas permissivas em países onde as autoridades fornecem uma licença de arma de fogo para cidadãos comuns que atendem aos requisitos legais. As leis de armas são restritivas quando as licenças são fornecidas em uma base de emissão, a critério da autoridade reguladora, muitas vezes exigindo que o requerente demonstre uma razão pela qual eles precisam de uma arma de fogo. As leis de armas são consideradas estritas quando é difícil ou impossível para um cidadão comum obter uma arma de fogo por meios legais.
A legislação que restringe armas menores também pode restringir outros tipos de armas, como explosivos, espadas, armas de eletrochoque, armas de ar comprimido e spray de pimenta. Também pode restringir acessórios de armas de fogo, especialmente cartuchos e silenciadores. Pode haver restrições quanto à quantidade ou tipos de munição adquiridos, com certos tipos proibidos. Devido ao escopo global deste artigo, a cobertura detalhada não pode ser fornecida em todos esses assuntos; em vez disso, o artigo tentará resumir brevemente as leis sobre armas de cada país com relação ao uso de armas pequenas e à posse de civis.

## Comparativo

Posse de armas longas por país.
Permissão não é necessária – permissões ou licenças não são necessárias para aquisição.
Parcialmente licenciadas – armas longas de repetição sem permissão necessária, armas semi-automáticas com permissão.
Permissão é necessária – basta uma simples declaração de motivos.^{1}
Permissão é necessária – é necessária uma justificativa (como prática de esporte de tiro ou ameaça comprovada).^{1}
Proibida com exceções ou proibida na prática – poucas licenças são emitidas.
Proibida – civis são proibidos de obter armas longas.
^{1}Alguns países nessas categorias podem colocar restrições adicionais ou banir armas longas semi-automáticas.
Os lugares em listrado possuem diferentes regras se tratando de espingardas e rifles.

Posse de armas curtas por país.
Permissão não é necessária – permissões ou licenças não são necessárias para aquisição.
Permissão é necessária – basta uma simples declaração de motivos.
Permissão é necessária – é necessária uma justificativa (como prática de esporte de tiro ou ameaça comprovada).
Proibida com exceções ou proibida na prática – poucas licenças são emitidas.
Proibida – civis são proibidos de obter armas curtas.
Os mapas descreve políticas públicas em relação a obtenção de novas armas.

## África
A Declaração de Bamako sobre uma Posição Comum Africana sobre a Proliferação, Circulação e Tráfico Ilícitos de Armas Pequenas e Armamento Leve foi adotada em Bamako, Mali, em 1 de dezembro de 2000 pelos representantes dos 51 estados membros da Organização da Unidade Africana. As disposições desta declaração recomendam que os signatários estabeleçam a posse ilegal de armas pequenas e leves como uma ofensa criminal sob a lei nacional em seus respectivos países.

### Quênia

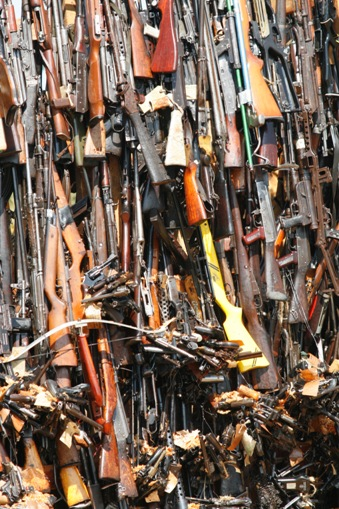
Armas confiscadas prestes a serem destruídas no Quênia.

A lei de armas no Quênia é especificada na Lei de Armas de Fogo (Cap. 114) do Quênia. O Chief Licensing Officer tem o poder de conceder, negar ou revogar licenças de armas de fogo. Os candidatos devem ter 21 anos de idade ou mais, passar por uma verificação rigorosa de antecedentes criminais, saúde mental e violência doméstica, e indicar motivos genuínos para sua necessidade de possuir e portar uma arma de fogo. As verificações são repetidas regularmente, com falha na aprovação, resultando na revogação imediata da licença. Uma vez licenciada para possuir uma arma, nenhuma autorização adicional é necessária para transportar uma arma de fogo escondida.

### África do Sul
Para solicitar uma licença de arma de fogo na África do Sul, os candidatos devem passar um teste de competência cobrindo o tipo específico de arma de fogo para a qual você está aplicando uma licença e um teste sobre as leis de armas de fogo sul-africanas. Uma vez que esses testes tenham sido aprovados, eles devem solicitar um certificado de competência, onde o Serviço de Polícia da África do Sul realizará uma verificação de antecedentes e uma inspeção das instalações onde a arma de fogo será armazenada. Depois que ambos os testes forem aprovados e os certificados concedidos, você poderá solicitar uma licença de arma de fogo nas categorias que variam de autodefesa a caça profissional. Categorias de licenças diferentes têm restrições diferentes, por exemplo, a quantidade de munição que o proprietário pode manter.

## Américas

### Argentina
As armas de fogo na Argentina são restritas e regulamentadas pela Agência Nacional de Material Controlado (ANMaC) desde o final de outubro de 2015, quando o RENAR (Registro Nacional de Armas da República Argentina) foi substituído pela agência, ambos os órgãos são subordinados ao Ministério da Justiça e Direitos Humanos. Para possuir uma arma de fogo na Argentina, é preciso ser um usuário legítimo. Os candidatos devem: ter 21 anos de idade ou mais, fornecer um atestado médico que certifique que estão fisicamente e mentalmente aptos, completar um curso de segurança, fornecer um meio legítimo de renda e passar por uma verificação de antecedentes. A partir daí, uma licença é emitida e deve ser renovada a cada cinco anos. Não se pode legalmente demitir uma arma de fogo na Argentina se ela não for um usuário legítimo, mesmo se essa arma pertencer a outra pessoa. Uma vez que um usuário legítimo queira comprar uma arma de fogo, ele deve fornecer um local seguro para guardar a arma e fornecer uma razão aceitável para querer uma arma de fogo - como coleta, tiro ao alvo, caça, negócios ou autodefesa do lar.
As armas de fogo devem ser compradas através de um revendedor licenciado e registradas na ANMaC. Se uma arma de fogo é herdada, um formulário de re-registro deve ser arquivado. Não há limite para o número de armas de fogo possuídas, desde que sejam armazenadas corretamente. As vendas de munição são registradas, mas ilimitadas.
As autorizações de transporte para proprietários de armas licenciadas são extremamente difíceis de obter e exigem que apareçam perante a diretoria da ANMaC para apresentar seus argumentos. As autorizações de transporte são renovadas anualmente para reexaminar seu perigo "claro e presente", e a permissão é geralmente revogada imediatamente se esse perigo for removido. Aqueles que lidam com dinheiro, objetos de valor ou em segurança privada podem receber uma permissão de transporte de negócios.
Armas acima do calibre .32 são de uso condicional; armas totalmente automáticas são proibidas para civis. Rifles de ação rápida acima de .22. Fuzis Longos e rifles semiautomáticos acima de calibre .22 com um carregador não destacável são de uso condicional; rifles totalmente automáticos e rifles semiautomáticos acima de calibre .22 com pentes destacáveis são proibidos. espingardas semiautomáticas e espingardas com canos entre 380 e 600 mm são de uso condicional; espingardas e espingardas totalmente automáticas com canos abaixo de 380 mm são proibidas.

### Brasil
Todas as armas de fogo no Brasil devem ser registradas. A idade mínima para a posse era de 25 anos, e certificados de aptidão e saúde mental são necessários antes da aquisição de uma arma de fogo e a cada dez anos depois disso. Geralmente é ilegal levar uma arma de fogo para fora de uma residência. A Ordem Executiva nº 5.123, de 1º de julho de 2004, permite que a Polícia Federal apreenda as armas de fogo que não são utilizadas por um motivo válido; autodefesa não é considerado um argumento válido.
Estima-se que o número total de armas de fogo no Brasil esteja entre 14 milhões e 17 milhões, com cerca de 9 milhões sem registro. No referendo realizado em 2005 para atender o artigo 35 da lei nº 292 (PL 1555/2003), os brasileiros votaram contra proibir totalmente a venda de armas de fogo e munição em todo o território nacional, não havendo assim alteração no que já havia sido determinado pela lei em 2003.
Em 15 de janeiro de 2019, o presidente Jair Bolsonaro assinou um decreto para facilitar temporariamente a compra de armas. O decreto aumenta o período de posse de armas válido de cinco para dez anos e permite que os cidadãos possuam até dez armas de fogo. Para possuir armas de fogo, um cidadão terá de comprovar a "existência de um local seguro para armazenamento" da arma em casa e ter no mínimo 21 anos. Os requisitos para a posse, como passar por cursos de formação e verificação de antecedentes criminais permanecem. O decreto não afeta as restrições para porte de armas, apenas para posse.

### Canadá
As leis de armas de fogo do Canadá estão estabelecidas na Lei de Armas de Fogo. A licença de posse e aquisição é distribuída pela Real Polícia Montada do Canadá e exige a realização de um curso de segurança em armas de fogo e a realização de um teste, verificação de antecedentes e entrevistas de referência. A licença permite a compra de espingardas esportivas e espingardas mais populares. Uma licença restrita tem um curso adicional para armas restritas, que aumentaram os requisitos de armazenamento. As duas principais razões para possuir armas de fogo são tiro ao alvo e caça. O porte de armas de fogo para autodefesa contra ameaças humanas é proibido, mas uma "permissão de porte selvagem" pode ser obtida para proteção contra animais selvagens.
Existe um requisito de autorização para porte) para armas restritas e proibidas, que devem ser registradas. Os não cidadãos podem obter uma declaração de armas de fogo não residente de um funcionário da alfândega, para uma autorização temporária de 60 dias para trazer uma arma de fogo não proibida para o Canadá.

### Chile
No Chile, o artigo 92 da constituição chilena declara a posse de armas como um privilégio concedido de acordo com uma lei especial. Armas de fogo são reguladas pela polícia. A posse de armas civis é permitida por lei, mas desencorajada pelas autoridades, com declarações e campanhas de imprensa regulares denunciando os perigos das armas de fogo privadas.
As licenças de armas de fogo emitidas pela polícia exigem que os candidatos tenham 18 anos de idade, forneçam um certificado de saúde mental emitido por um psiquiatra, tenham um registro criminal limpo, sem acusações de violência doméstica e passem um teste escrito sobre segurança e conhecimento de armas de fogo. A aprovação final está nas mãos do comandante da polícia do distrito, que pode negar a permissão em "casos justificados" não detalhados na letra da lei. Existem cinco tipos de licenças:
- Uma autorização de defesa permite a posse de duas armas de fogo que devem permanecer no endereço declarado.
- Uma autorização de caça requer uma licença de caça e permite até 6 armas de fogo.
- Uma licença esportiva exige a participação em um clube de tiro armado e permite até 6 armas de fogo. É possível que menores de 18 anos possam obter essa permissão.
- Uma permissão de coleta permite que um número ilimitado de armas de fogo seja possuído, mas não permite que o detentor possua munição. Os coletores devem ter medidas especiais de segurança que são revisadas pela polícia.

Cada uma delas tem limites quanto ao tipo de arma de fogo e permite que uma licença emitida pela polícia compre uma quantidade específica de munição apropriada de uma loja de armas específica. As licenças de transporte são obrigadas a levar armas de fogo da residência do portador da permissão para um campo de tiro específico ou área de caça, e são válidas por dois anos. As armas de fogo transportadas devem ser descarregadas e não presas ao corpo.
Uma autorização de autodefesa permite transportar uma arma de fogo para proteção contra ameaças humanas específicas. Essas licenças são válidas por um ano, mas como o comandante da polícia pode negar os requerimentos sem declarar uma razão, eles são muito raramente emitidos. Armas de fogo automáticas são proibidas para uso civil.

### Jamaica
As leis de armas na Jamaica estão declaradas na Lei de Armas de Fogo e reguladas pela Autoridade de Licenças de Armas de Fogo. Os candidatos devem passar por uma verificação de antecedentes policiais e concluir um processo de certificação para obter uma licença de armas de fogo para espingardas, revólveres e rifles. Espingardas e espingardas para caça ou tiro esportivo são mais fáceis de obter do que armas curtas. Armas totalmente automáticas são proibidas. Os revólveres são limitados àqueles sob calibre .45 para revólveres ou 10 mm para pistolas. As compras de munição são limitadas a 250 tiros por ano para espingardas e 50 para revólveres, com pedidos de munição adicional geralmente concedida durante a temporada de caça. Um cofre de armas é necessário para o armazenamento de todas as armas de fogo e munições. Uma vez licenciada, nenhuma autorização adicional é necessária para transportar uma arma de fogo aberta ou oculta, a menos que o porte de armas de fogo tenha sido temporariamente proibido sob a seção 22 da Lei.

### México

Permissão de porte velado por condado
Porte sem restrições
Permissão necessária
Pode permitir (permitido na prática)
Pode permitir
Pode permitir (não permite na prática)
Não permite

Permissão de porte ostensivo nos Estados Unidos
Permitido sem restrições
Permitido com restrições locais
Sob licença
Incomum
Não permitido

De acordo com a Constituição mexicana, os cidadãos e residentes legais têm o direito de possuir armas, mas podem apenas levá-los de acordo com a regulamentação da polícia. Os candidatos devem ter um registro criminal claro e renda comprovada e residência (ou seja, não pode ser desabrigado). Novas armas de fogo são compradas pelo Ministério da Defesa. Armas proibidas incluem: pistolas de grosso calibre; espingardas com canos menores que 640 mm ou com diâmetro superior a 12; e rifles que são totalmente automáticos ou de grande calibre. Uma arma é permitida para defesa em casa. Para caça e tiro esportivo, são permitidas até nove armas longas e uma pistola, exigindo a participação em um clube de caça ou tiro. Os coletores podem ser autorizados a possuir armas adicionais e proibidas. Uma licença de transporte pode ser emitida para aqueles empregados por empresas de segurança privadas, ou aqueles que podem ser alvos de crime.

### Estados Unidos
Nos Estados Unidos, as leis sobre armas são encontradas em vários estatutos federais, impostos pelo "Bureau of Alcohol, Tobacco, Firearms and Explosives". O direito de manter e portar armas é protegido pela Segunda Emenda à Constituição dos Estados Unidos desde 1791, e a maioria das constituições estaduais também garante esse direito. Há alguma variação em todo o país, pois as leis federais e estaduais se aplicam à posse e posse de armas de fogo.
Normalmente há proibição de comprar uma arma de fogo se:
- é condenado por um crime, ou qualquer outro crime pelo qual pode ter sido condenado a mais de um ano de prisão, ou estão sendo acusados
- é um fugitivo da justiça
- é condenado por um crime de contravenção de violência doméstica
- é um usuário ilegal ou viciados em qualquer substância ilegal controlada
- é julgado inapto mentalmente
- foi dispensado das Forças Armadas sob condições desonrosas
- renunciou a sua cidadania americana

O porte de armas, ostensivo ou velado, é regulado pelos Estados, que possuem autonomia para regular sobre o assunto, e essas leis mudaram rapidamente nas últimas décadas. A partir de 2016, a maioria dos estados concede licenças para portar armas curtas em uma base de emissão para candidatos qualificados. Poucos estados deixam a emissão de licenças de transporte a critério das autoridades emissoras (chamado de may-issue), enquanto onze estados permitem o porte de armas de fogo de forma oculta sem permissão (chamado transporte constitucional). Vinte e seis estados permitem o porte aberto de armas de fogo sem permissão, enquanto, em geral, vinte estados exigem uma licença para fazê-lo e quatro estados e Washington, D.C. baniram o porte aberto de armas de mão. Houve contestações legais às leis de porte velado, com decisões diferentes quanto à sua validade constitucional.

## Ásia

### República Popular da China
A posse de armas na República Popular da China é estritamente regulada por lei. Geralmente, os cidadãos privados não estão autorizados a possuir armas. A posse civil de armas é amplamente restrita a entidades não individuais autorizadas, incluindo organizações esportivas, reservas de caça autorizadas e organizações de proteção, gestão e pesquisa da vida selvagem. A principal exceção à proibição geral da propriedade individual de armas de fogo é para fins de caça. A posse ou venda ilegal de armas de fogo pode resultar em uma pena mínima de três anos de prisão, e as penas para o tráfico de armas incluem prisão perpétua.

#### Hong Kong e Macau
Em Hong Kong e Macau, a posse de armas é rigorosamente controlada e a posse está principalmente nas mãos das empresas de segurança pública, militares e de segurança privada (fornecendo proteção para joalheiros e bancos). De acordo com a Seção 13 do Cap 238, Portaria de Armas de Fogo e Munição da lei de Hong Kong, é exigida uma licença para armas de fogo e munição irrestritas. Uma licença pode ser emitida após um processo rigoroso para verificar registros criminais ou um histórico de doença mental. Os detentores de licenças podem armazenar outras armas de fogo em casa em uma caixa trancada, mas a munição deve ser mantida em um local diferente. Somente armas de fogo totalmente automáticas parecem proibidas; aqueles encontrados em posse sem uma licença podem ser multados em HKD$ 100.000 e serem sentenciados a até 14 anos de prisão.

### Coreia do Sul
A Coreia do Sul tem políticas rigorosas de armas. Licenças de caça e esportivas são emitidas, mas qualquer arma de fogo usada nessas circunstâncias deve ser armazenada em uma delegacia de polícia local. Os rifles de ar também precisam ser armazenados nas delegacias de polícia; bestas e dispositivos de choque elétrico também são classificados como armas de fogo, mas sua retenção privada é permitida. Tasers são proibidos, e possuir uma arma de brinquedo sem uma ponta laranja é estritamente proibida. A violação da lei de armas de fogo pode resultar em multa de US$ 18.000 e até 10 anos de prisão.
A maioria dos homens sul-coreanos é bem treinada no uso de armas de fogo, devido ao serviço militar obrigatório. Apesar disso, a cultura de armas está notavelmente ausente na sociedade sul-coreana fora dos militares, e a posse e as mortes de armas estão entre as mais baixas do mundo.

### Filipinas
As Filipinas têm leis de armas geralmente rígidas, apesar de liberais em comparação com outros países da Ásia-Pacífico, devido à sua cultura ativa de armas. O controle de armas filipino tornou-se notório em 1972 durante a presidência de Ferdinand Marcos, que implementou uma quase proibição de todas as armas civis. As leis atuais sobre armas nas Filipinas são descritas a partir da Lei da República 10591, assinada em 2013. Para possuir uma arma de fogo, um cidadão deve adquirir uma Licença de Posse. Os candidatos devem ter idade mínima de 21 anos e não ter histórico de atividades criminosas ou violência doméstica. Os detentores de licenças podem portar armas de fogo em público com a aquisição de uma Permissão para Porte, concedida em uma base de emissão obrigatória. Os candidatos devem demonstrar a necessidade de uma permissão para porte, como uma ameaça iminente de perigo; o porte normalmente é concedido a advogados, contadores, profissionais de mídia, caixas, caixas de banco, padres, ministros, rabinos, médicos, enfermeiros ou engenheiros.
A maioria dos filipinos possui armas de fogo para autoproteção e tiro ao alvo, que exigem licenças. Apesar das leis rigorosas, a cultura de armas é particularmente forte nas Filipinas, em parte devido à influência da cultura estadunidense, fruto do período em que as Filipinas estiveram sob ocupação dos Estados Unidos entre 1898 e 1946.

### Israel
As leis de armas em Israel são abrangentes, apesar de os soldados serem autorizados a transportar suas armas de serviço em serviço ou fora de serviço. Os civis devem obter uma licença de uso de armas de fogo para adquirir, possuir, vender ou transferir legalmente armas de fogo e munições. Em 2018, Israel afrouxou significativamente as restrições às armas de fogo, permitindo que todos os cidadãos que haviam passado por treinamento de combate como soldados de combate no exército solicitassem uma licença. Isso só se aplica àqueles que passaram no treinamento de rifle de infantaria.
Antes de 2018, quando as leis foram alteradas para permitir que todos os ex-soldados de combate se candidatassem a uma licença, apenas um pequeno grupo de pessoas tinha direito a licenças de armas de fogo: certos militares aposentados, policiais ou carcereiros; moradores de assentamentos (na Cisjordânia e nas Colinas de Golã) ou aqueles que frequentemente trabalham nessas cidades; e caçadores licenciados e oficiais de controle de animais. Os requisitos de idade variavam: 20 ou 21 para aqueles que concluíram o serviço militar ou o equivalente no serviço civil, 27 em outros casos e 45 para não cidadãos. Os requerentes de licença de arma de fogo devem ter residido em Israel por pelo menos três anos consecutivos, passar por uma verificação de antecedentes (história criminal, de saúde e mental), estabelecer uma razão genuína para possuir arma de fogo (como autodefesa, caça ou esporte), e passar por um curso de treinamento de armas. Cerca de 40% dos pedidos de autorizações de armas de fogo foram rejeitados.
Aqueles que detêm licenças de armas de fogo devem renová-los e passar um curso de tiro a cada três anos, e passar por avaliação psicológica pelo menos uma vez a cada seis anos. Guardas de segurança devem passar por esses testes para renovar sua licença para transportar armas de fogo pertencentes a seus empregadores. Os candidatos devem demonstrar que têm um cofre em sua residência para guardar a arma de fogo. As licenças são dadas somente para uso pessoal, e os portadores para fins de autodefesa podem possuir apenas uma arma e adquirir um suprimento anual de 50 cartuchos (embora mais possa ser comprado para substituir as rodadas usadas em um campo de tiro).
Além das licenças particulares de armas de fogo, as organizações podem emitir licenças de transporte para seus membros ou funcionários para atividades relacionadas a essa organização (por exemplo, empresas de segurança, clubes de tiro, outros locais de trabalho). Os membros de clubes de tiro oficialmente reconhecidos (por exemplo, tiro prático, tiro olímpico) são elegíveis para licenças pessoais permitindo-lhes possuir armas de fogo adicionais (munição, revólveres e pistolas de ar) e munição depois de demonstrar uma necessidade e cumprir o tempo mínimo de adesão e requisitos de atividade. Indivíduos não licenciados que querem se envolver na prática de tiro são permitidos uso supervisionado de armas de fogo em intervalos de tiro.
A maioria dos indivíduos que são licenciados para possuir armas de fogo podem carregá-los municiadas em público, escondidos ou abertamente.
Em 2005, havia 237.000 cidadãos e 154.000 seguranças autorizados a portar armas de fogo. Outros 34.000 israelenses possuem armas ilegalmente devido a sua incapacidade de renovar sua licença de armas de fogo. Em 2007, estima-se que existam 500.000 armas de pequeno porte licenciadas em poder de civis, além de 1.757.500 pelos militares e 26.040 pela polícia.

### Japão
O Japão possui a política de desarmamento mais antiga do mundo: em 1558, durante o Xogunato Ashikaga, apenas os samurais podiam possuir espadas. Atualmente, a lei de armas do Japão começa afirmando que "ninguém deve possuir uma arma de fogo ou armas de fogo ou uma espada ou espadas", e pouquíssimas exceções são permitidas. Os cidadãos são autorizados a possuir armas de fogo para caça e tiro esportivo, mas somente após um longo processo de licença. Após dez anos de posse de armas de fogo, o detentor de uma licença pode solicitar a obtenção de um rifle.

### Líbano
No Líbano, a posse de qualquer arma de fogo que não sejam revólveres, armas de caça e antiguidades é ilegal e apenas os dois últimos têm permissão para deixar a casa do proprietário, fazendo do Líbano um dos países com a política de armas mais rigorosa no Oriente Médio. No entanto, o falta de cumprimento dessa lei, no entanto, é prevalente. O Líbano não concede oficialmente o direito de portar armas, mas é uma crença cultural firmemente mantida no país. Licenças de armas de fogo são concedidas a certos indivíduos, mas o teste não é aberto ao público e requer uma necessidade particular de ser demonstrado.
O controle de armas tem sido amplamente malsucedido no Líbano devido a uma cultura histórica de armas, falta de controle efetivo do governo central ou autoridade sobre muitas partes do país, e a natureza tumultuada da região. Embora a fabricação de armas já tenha sido proeminente na região, praticamente cessou desde meados da década de 1930, mas permanece legal com uma permissão. O Líbano chegou a ser um dos maiores mercados de armas do Oriente Médio.
O Líbano está em 58º lugar no ranking mundial de armas de fogo de propriedade privada per capita.

### Malásia
A Malásia tem leis rigorosas sobre armas. A Lei de Armas (1960) exige que os cidadãos malaios tenham uma licença para fabricação, importação, exportação, conserto ou propriedade de armas de fogo. Uma licença de arma de fogo só pode ser concedida pela Chefatura de Polícia de um estado. Descarregar uma arma de fogo em crimes como extorsão, roubo, resistência à prisão e arrombamento é punido com a pena de morte. A exibição de uma arma de fogo para qualquer uma das ofensas programadas (sem descarregar) carrega uma pena de prisão perpétua e não menos que seis chibatadas. A posse de armas de fogo ilegais leva uma sentença de até catorze anos de prisão e punição com chibatadas. Embora o público em geral não possa obter uma arma por meios legais, existe um mercado negro de armas de fogo.

### Singapura
Os cidadãos de Singapura devem obter uma licença para possuir armas de fogo ou munições legalmente; os candidatos devem fornecer justificativa para a licença, como tiro ao alvo ou autodefesa. As licenças de tiro ao alvo permitem a posse de uma arma, desde que seja armazenada com segurança em uma área de tiro aprovada e protegida, e não seja retirada da área de tiro sem permissão especial. As autorizações de autodefesa raramente são concedidas, a menos que se possa justificar uma "ameaça iminente à vida que não pode ser razoavelmente removida". Não há restrições quanto aos tipos de armas de pequeno porte que um pode ter após obter uma licença.

### República da China (Taiwan)
A posse de armas em Taiwan é proibida para cidadãos comuns. Atualmente, existem mais de 5.000 proprietários de armas particulares, dos quais 1.000 são usados para autodefesa e 4.000 são usados para caçar pelos Aborígenes de Taiwan. Os proprietários de armas em Taiwan são obrigados a receber inspeções regulares a cada dois anos, bem como inspeções aleatórias pela polícia.

### Turquia
A Turquia é restritiva em termos de estatutos de controle de armas. Armas de fogo automáticas e semiautomáticas são "proibidas para posse civil (com ou sem exceções limitadas)", e para qualquer aplicação, "um requerente pode ser solicitado a apresentar um atestado médico confirmando que é capaz de manusear armas de fogo e que ele ou ela não tem impedimentos psicológicos - ou físicos - ". Verificações de antecedentes são obrigatórias, e uma "razão genuína" é necessária para emissão de licenças.
Além disso, os civis devem solicitar, por meio da polícia, uma permissão de porte de arma de mão ou uma licença de carregamento de rifle (o último também exigindo uma licença de caça). Eles devem ter uma razão especial antes da aplicação e as licenças de porte são caras. Profissões especiais como policiais, militares, juízes, promotores públicos e políticos de alto escalão têm sua própria licença vitalícia do governo e podem solicitar licenças gratuitas para porte de armas de fogo e rifles.

### Vietnã
As armas de fogo no Vietnã estão restritas à aplicação da lei e apenas militares, com a posse de armas de fogo proibidas para civis comuns. A principal exceção a isso é para fins de caça e esporte que exige que o usuário passe por verificações de antecedentes obrigatórias para obter uma licença de armas de fogo.

Mapa de concessão de porte velado na Europa (por país, 2019):
Deve permitir
Deve permitir ou pode permitir (dependendo do motivo / requerente)
Pode permitir
Pode permitir com restrições
(não permite na prática)
Não permitido
Sem dados

## Europa
A Diretiva Europeia No. 91/477/EC estabelece padrões mínimos relativos à aquisição e posse de armas de fogo civil que os Estados Membros da União Europeia devem implementar em seus sistemas jurídicos nacionais. Os Estados-Membros são livres de adotar regras mais rigorosas, o que leva a diferenças na extensão do acesso legal às armas de fogo entre os países da União Europeia.

### Países escandinavos

#### Islândia
Na Islândia, é necessária uma licença para portar ou possuir armas de fogo. Um curso nacional de segurança do governo deve ser aprovado antes de solicitar uma licença. Uma licença especial é necessária para possuir uma arma, que só pode ser usada para tiro ao alvo em uma faixa licenciada. Armas de fogo semiautomáticas têm restrições de calibre, enquanto armas de fogo totalmente automáticas só são permitidas para colecionadores.[carece de fontes?]

#### Dinamarca
Civis na Dinamarca com 16 anos ou mais podem adquirir licenças de armas para caça ou tiro esportivo. Isso requer a aprovação de um teste escrito de múltipla escolha e um teste prático, após o qual um instrutor de licença de caça certificado determina se o candidato é adequado para possuir uma arma. A licença é geralmente fornecida se o requerente não tem ou apenas pequenas marcas no seu registo criminal.
Uma licença de caça permite a compra e a posse de um número ilimitado de espingardas de até 12 de bitola e capacidade de 2 voltas. A partir daí, a polícia deve ser notificada sobre a compra de sua nova arma por meio de um formulário on-line. Os rifles de ação rápida também podem ser comprados sem receita, embora exijam uma licença de rifle que seja comprada pela polícia. Os calibres permitidos variam do mais pequeno possível, até o .50 BMG, com .50 BMG não incluído. Fuzis semiautomáticos são permitidos se o rifle estiver limitado a 2 rodadas (caça na Dinamarca), ou sem limitação de capacidade (caça fora da Dinamarca). Atualmente, apenas calibres maiores (.308, 6,5x55, 0,300wm, etc.) são emitidos como rifles semiautomáticos para caçar no exterior. Calibre .223 / 5,56x45 e rifles de calibre similares geralmente não são aprovados. O caçador deve passar por um teste de tiro com espingarda ou rifle antes de ser autorizado a caçar.
Para propósitos de tiro esportivo, espingardas podem ser usadas também, assim como rifles de quase qualquer calibre (.50bmg como uma das exceções). Espingardas esportivas são freqüentemente cavadas em 22lr e 6,5 x 55mm. Espingardas semiautomáticas não são permitidas para tiro esportivo.
Revólver: Após dois anos de afiliação ativa em um clube de tiro, pode-se solicitar uma permissão de revólver que é então objeto de verificação de antecedentes e aprovação pela polícia, e um deles tem de ter 20 anos de idade. Calibres aprovados: Todos os calibres abaixo de 9mm (9x19, 38 Spl, 357 magnum, .32acp etc.), mais um número limitado de calibres maiores; .40sw, 45 ACP, 44 Spl. O número máximo de armas curtas é de 6 em 22 cal. Ao solicitar a arma número 3, é necessária uma autorização especial do departamento de justiça. Armas de grande calibre, maiores que 22 cal, são restritas a no máximo 2 no mesmo calibre. Ou seja, só se pode em um determinado momento possuir 2 pistolas em 9 mm. No entanto, é ao mesmo tempo legal possuir 2 pistolas adicionais em 9 mm, se forem revólveres. Para todas as armas de mão, independentemente do calibre, o comprimento total deve ser de pelo menos 210 milímetros (8,2677 polegadas), medido sem aperto ortopédico e peças de remoção.
A autorização de armas para fins desportivos (armas de fogo longas e curtas) deve ser renovada a cada 5 anos. As autorizações de rifle para rifles de caça devem ser renovadas a cada 10 anos. Espingardas não estão em autorizações individuais, e os detentores são autorizados a possuí-las desde que tenham uma licença de caça válida - e podem mantê-las por até 10 anos após a expiração da licença de caça - no entanto, não têm permissão para manter munição sem licença válida.
Transportar uma arma de fogo em público é estritamente proibido, no entanto, a defesa pessoal proporcional é permitida. Isso significa que, se alguém for atacado com uma arma de fogo, é legalmente permitido defender-se proporcionalmente - por exemplo, com uma arma de fogo própria.
Armas totalmente automáticas são proibidas para uso civil, a menos que uma permissão especial seja emitida pelo Ministério da Justiça. Essas autorizações são extremamente raras e normalmente só são emitidas para pessoas ou empresas que trabalham para, ou fornecem a Polícia ou Militar.
A posse ilegal de arma de fogo pode ser punida com pena de prisão não inferior a um ano. Os civis podem manter armas de propriedade privada, incluindo pistolas, revólveres, espingardas e rifles em sua residência. Estes e munições devem ser armazenados em um armário de armas aprovado (EN1143-1 grau 0 ou melhor). A polícia pode inspecionar as armas de um clube de tiro a seu critério, mas exige uma ordem judicial para inspecionar armas de fogo de propriedade privada.

#### Finlândia
A propriedade e o uso de armas de fogo na Finlândia são regulados pela Lei de Armas de Fogo do país de 1998. As armas são licenciadas individualmente pela polícia local, sem limite no número de licenças que um indivíduo pode ter. As licenças são concedidas para uso recreativo, exposição ou (sob certas circunstâncias) uso profissional. Nenhum tipo de arma é explicitamente proibido, mas as licenças são concedidas apenas por um motivo. A autodefesa não é aceita como uma razão válida para adquirir uma licença de arma de fogo. Em geral, isso exclui todos, exceto as armas de caça e esportivas, de uso não profissional. Armas totalmente automáticas geralmente não são permitidas. Com exceção da aplicação da lei, apenas seguranças especialmente treinados podem carregar armas carregadas em público.
Em novembro de 2007, a Finlândia atualizou suas leis de armas para cumprir a diretiva da União Europeia, removendo a capacidade de ter entre 15 e 18 anos de idade ter sua própria permissão, mas uma possibilidade de ter licença dupla para uma arma já licenciada com permissão do titular da licença permanecer nesse grupo etário. Em 2011, um comitê de direito constitucional concluiu que pessoas com mais de 20 anos podem receber uma autorização para armas semiautomáticas; os indivíduos devem demonstrar atividade contínua na arma esportiva por dois anos antes de poderem ter uma licença para portar sua própria arma.

#### Noruega
As armas de fogo na Noruega são reguladas pela Lei de Armas de Fogo, com uma nova lei secundária em vigor em 1º de julho de 2009, que fornece uma regulamentação mais detalhada. Uma licença de armas de fogo para rifles ou espingardas pode ser emitida pela polícia para pessoas "sóbrias e responsáveis" de 18 anos de idade ou mais que precisam documentar a necessidade da arma. Isso geralmente requer primeiro obter uma licença de caça ou uma licença de tiro esportivo. Para armas de mão, a idade mínima para propriedade é 21. As armas de fogo ou seus componentes vitais devem ser armazenados de forma segura na residência, e a polícia pode fazer inspeções após um aviso prévio de 48 horas.

#### Suécia
A posse de armas na Suécia é regulada por Vapenlagen 1996: 67 (literalmente, Lei de Armas), modificada pelo decreto de armamento Vapenförordningen 1996: 70 e FAP 551-3/RPSFS 2009: 13. A polícia emite licenças para pessoas de boa reputação que passaram em um exame de caça ou que pertenciam a um clube de tiro aprovado por seis meses. Os detentores de licenças devem ter 18 anos ou mais e podem emprestar uma arma a uma pessoa com pelo menos 15 anos de idade para uso supervisionado.
Um detentor de licença pode possuir até seis rifles de caça, dez pistolas ou uma mistura de oito rifles e pistolas. As armas de fogo devem ser armazenadas em um cofre aprovado. Uma arma registrada para tiro esportivo não pode ser usada para caçar. Uma licença de porte oculto pode ser obtida em circunstâncias muito especiais, como uma ameaça comprovada à vida.
Os colecionadores de armas de fogo devem ter uma demarcação claramente declarada de seu interesse em coletar (por exemplo: armas britânicas anteriores à Segunda Guerra Mundial). A polícia pode exigir medidas de segurança para manter a coleção. Os colecionadores podem solicitar uma permissão limitada por tempo para descarregar suas armas. Armas de fogo fabricadas antes de 1890 e que não usam cartuchos selados estão isentas da lei de armas.

### Balcãs

#### Bósnia e Herzegovina
A Bósnia e Herzegovina tem leis de armas relativamente liberais em comparação com o resto da Europa. As armas são reguladas pela Lei de Armas e Munições. Pessoas com mais de 21 anos podem solicitar uma permissão. Aqueles com histórico de atividades criminosas, transtornos mentais, abuso de álcool ou drogas não terão permissão. Há também uma verificação de antecedentes completa, entrevistando vizinhos e familiares, e o candidato deve concluir um curso e passar por um exame de múltipla escolha. A polícia tem a última palavra sobre o assunto, com um recurso possível para um capitão da polícia. As armas de fogo devem ser mantidas em um "lugar seguro" em uma residência, e podem ser confiscadas pela polícia se o proprietário for considerado irresponsável. O transporte oculto é permitido com uma permissão. O spray de pimenta pode ser transportado por mulheres se for registrado na polícia.

#### Eslovênia
A posse de armas na Eslovênia é regulada pela "Lei de Armas" (Zakon o orožju), que é harmonizada com as diretivas da União Europeia. As autorizações de porte de armas são emitidas para candidatos com pelo menos 18 anos de idade, confiáveis, sem antecedentes criminais e que não tenham sido objetores de consciência, que sejam aprovados em um exame médico e em um teste de segurança de armas de fogo. Deve ser dada uma razão específica para a posse de armas: para a caça ou tiro ao alvo, o requerente deve fornecer prova de filiação em uma organização de caça ou tiro esportivo; para coleta, o solicitante deve providenciar o armazenamento seguro com um nível de segurança dependente do tipo de armamento; para autodefesa, o requerente deve provar um risco à segurança pessoal a tal ponto que uma arma é necessária.
Como na maioria dos estados membros da União Europeia, a posse de armas de fogo da categoria A é proibida; no entanto, estes podem ser de propriedade de colecionadores de armas, desde que os requisitos sejam atendidos. As armas de fogo devem ser armazenadas em um gabinete trancado com munição armazenada separadamente. O transporte oculto é permitido em circunstâncias especiais. Também é necessária uma permissão para canhões de ar com velocidade de boca maior que 200 m / s ou energia de 20 joules (15 ft⋅lbf).

#### Sérvia
A Sérvia tem leis sobre armas e ocupa o segundo lugar em armas per capita com uma forte cultura armamentista, especialmente em áreas rurais, com cerca de um milhão de armas em circulação legal. As armas são reguladas pela Lei de Armas e Munições (Zakon o oružju i municiji).
Pessoas maiores de 18 anos podem possuir armas de fogo com permissão, o que é negado a pessoas com histórico criminal, transtorno mental ou histórico de abuso de álcool ou drogas ilegais. Há uma verificação de antecedentes completa com a polícia tendo a decisão final. As armas de fogo devem ser guardadas em um "lugar seguro" e podem ser confiscadas pela polícia se o proprietário for considerado irresponsável.
Fuzis, espingardas e revólveres podem ser possuídos com uma permissão apropriada, embora o licenciamento de armas de mão seja estrito. Ter uma permissão para possuir uma arma de fogo não permite que o portador carregue a arma de fogo em qualquer lugar fora de casa, independentemente de estar ou não escondida. O proprietário pode transportar suas armas de fogo a qualquer momento, desde que elas sejam descarregadas. O porte oculto de armas de fogo requer uma ameaça iminente, com a polícia tomando a decisão final. Portanto, a permissão de transporte oculta é difícil de obter. Não há limite para o número de armas de fogo que se pode possuir, embora todas as transações de armas sejam registradas pela polícia. Não há restrição de calibre de rifle (menor que .50BMG, entretanto). As armas de fogo e os supressores totalmente automáticos são proibidos para civis. Pessoas com mais de 18 anos de idade podem comprar e transportar armas de choque e tranquilizantes elétricos sem a necessidade de autorização. Pessoas com mais de 16 anos podem usar sprays OC. Não há restrições quanto ao número de rodadas que podem ser compradas. A munição pode ser comprada apenas pelo calibre em que a arma de fogo possuída é compartimentada. Recarregar só é permitido para aqueles que passaram no exame ao manusear materiais explosivos. Armas de fogo antigas (produzidas antes de 1900), armas de fogo historicamente significativas, bem como armas de fogo em pó preto (todos os itens da categoria C) podem ser compradas sem qualquer permissão.

### Alemanha
A posse de armas na Alemanha é restritiva, regulamentada pela Lei Federal de Armas (Waffengesetz) de 1972. As leis se aplicam a armas com uma energia de fogo superior a 7,5 joules (5,5 ft²lbf). Uma licença de armas de fogo pode ser concedida a maiores de 18 anos que não tenham condenações criminais ou deficiência mental, que sejam consideradas confiáveis e possam provar a necessidade de possuir uma arma de fogo. Uma licença separada é necessária para cada arma de fogo possuída. Os atiradores-alvo devem ter sido membros de um clube de tiro com 18 visitas registradas nos últimos 12 meses. Uma licença de porte de armas de fogo é uma licença de segunda linha que permite o transporte oculto em público, e é emitida apenas para aqueles com uma necessidade específica.
Várias armas e munições especiais são completamente proibidas, como armas de fogo automáticas. Comprar, possuir, emprestar, usar, transportar, elaborar, alterar e trocar essas armas é ilegal e punível com até cinco anos de prisão, confisco da arma e multa de até € 10.000. O uso de uma arma ilegal para qualquer tipo de crime é passível de punição de 1 a 10 anos de prisão.
O Registro Nacional de Armas da Alemanha, introduzido no final de 2012, contava com 5,5 milhões de armas de fogo de propriedade legal de 1,4 milhão de pessoas.

### Áustria
Na Áustria, as armas de fogo são registradas por revendedores licenciados ou armeiros no prazo de 6 semanas após a compra por um cidadão com 18 anos ou mais, depois de completar uma verificação de antecedentes. Rifles de ação e repetição e espingardas de ação podem ser comprados sem restrições. Fuzis e espingardas semiautomáticas (ação sem bomba) exigem uma licença de arma de fogo ou uma permissão de transporte oculto e devem ser armazenadas com segurança. Armas totalmente automáticas, alguns rifles semiautomáticos de estilo militar, espingardas de ação de bomba e espingardas com canos menores que 45 cm ou 90 cm são restritos, com licenças raramente emitidas.[carece de fontes?]
Armas antigas feitas antes de 1871 não exigem licença ou registro. As vendas de munição são geralmente irrestritas, embora seja necessária uma autorização para munição de arma curta e alguma munição de rifle.

### Espanha
A regulamentação de armas de fogo na Espanha é restritiva, promulgada no Real Decreto 137/1993. Uma licença de arma de fogo pode ser obtida da Guardia Civil depois de passar por uma verificação de antecedentes policiais, um exame fisiológico e médico e um exame prático e teórico. As licenças de espingarda e rifle devem ser renovadas após 5 anos, sujeitas a inspeção de arma de fogo. As licenças esportivas devem ser renovadas após 3 anos. A polícia pode inspecionar armas de fogo a qualquer momento. Uma licença de autodefesa e de porte oculto deve ser renovada todos os anos e só está disponível sob condições especiais.
Um titular de licença pode possuir até 6 espingardas e rifles ilimitados. Com uma licença desportiva, válida por 3 anos, 1 a 10 pistolas podem ser possuídas, dependendo do nível de tiro esportivo. A capacidade do carregador para rifles centerfire semiautomáticos é limitada a 4 rodadas para tiro esportivo e 2 rodadas para caça; espingardas semiautomáticas são limitadas a 3 rodadas. Rifles Rimfire, independentemente do tipo não tem limite de revista. Espingardas compartimentadas para certos cartuchos de origem militar são proibidas, como .223 / 5.56 da OTAN e .50 da BMG. Os cartuchos .308 Winchester e 7.62x39 mm (AK round) só são permitidos em armas de fogo com parafusos, repetição ou disparo único. A prova de posse de um cofre aprovado é necessária para todos os rifles e revólveres, e o proprietário é responsável por roubos de armas de fogo. A munição deve ser armazenada separadamente. As munições para fuzis e revólveres só podem ser possuídas por armas de fogo de propriedade legal, e as compras e a posse são limitadas a 200 tiros de rifle e 100 tiros para armas curtas. Além disso, há limites anuais em quantidade (1000 para rifles, 100 para pistolas); no entanto, quantidades adicionais podem ser solicitadas, principalmente para uso esportivo. Para munição de espingarda, os adultos com uma identificação válida podem comprar/possuir até 5.000 conchas e não há limites anuais em quantidade. Os detentores de licenças só podem transportar suas armas de fogo descarregadas de sua residência para o campo de tiro ou campo de caça e para trás, sem desvios. As armas de fogo só podem ser descarregadas em campos de tiro aprovados ou áreas de caça (na época).
Há licença de arma de fogo para segurança privada de armas de fogo e rifles. Estes não podem ser usados fora do trabalho e devem ser armazenados nas instalações do local de trabalho (com cofre aprovado).
Além disso, há licença de arma para autodefesa em transporte oculto. No entanto, isso é concedido com base em vários padrões de necessidade a serem cumpridos e muito poucos são concedidos. Esta licença deve ser renovada anualmente e não é automática.
Membros de forças policiais e oficiais e oficiais não comissionados das forças armadas têm uma licença especial de armas de fogo que engloba todos os outros. Existem licenças adicionais para colecionadores.

### França
Na França, uma licença de caça ou uma licença de tiro esportivo é necessária para comprar qualquer arma de fogo. Em setembro de 2015, as armas de fogo foram divididas em quatro categorias que determinam os regulamentos que se aplicam à sua posse e uso. As armas de fogo da categoria C podem ser obtidas com uma licença de caça ou uma licença de tiro esportivo com atestado médico. A categoria C inclui principalmente espingardas de tiro único por canhão e espingardas simples ou de repetição manual (incluindo espingardas de tiro central, para caça ou tiro ao alvo). Uma vez adquiridas legalmente, essas armas da categoria C podem ser mantidas, sem usá-las, mesmo quando não forem mais licenciadas para caça ou tiro esportivo.
As armas de fogo da Categoria B só estão disponíveis para atiradores de esporte licenciados por pelo menos 6 meses, com um atestado médico, sem condenação por delito, e adicionalmente requer pelo menos três sessões de tiro com um instrutor. Autorização específica para compra e posse pode então ser solicitada à administração policial local, com validade de 5 anos renováveis. Tais armas podem então ser usadas apenas para tiro esportivo em tiroteios, nunca para caça. A categoria B inclui todos os rifles do tipo assalto, como AK-47/AKM, AK-74 ou AR-15/M16/M4, e quaisquer braços semelhantes, mesmo quando chamuscados para cartuchos de fogo mínimo (.22 LR). Obviamente, estes também devem ser apenas semiautomáticos. Todos os revólveres, incluindo o rimfire, são classificados como categoria B. É ilegal possuir estas armas da categoria B após a expiração de uma autorização específica não renovada: os braços devem ser descartados (vendidos a uma loja de armas ou destruídos, por exemplo).
Armas, incluindo pistolas, estão disponíveis livremente para adultos, como armas da categoria D, desde que seu nível de energia não exceda 20 J (anteriormente 10 J). Níveis de energia típicos são 6 J para uma pistola alvo e 7,5 J para um rifle alvo. Um rifle Field Target com escopo pode produzir 15 ou 16 J (máximo autorizado na competição FT). Armas suaves de ar, disparando pellets não metálicos e não excedendo 2 J de energia, são consideradas brinquedos, e não armas, e portanto são excluídas das regulamentações de armas de fogo.
Também disponível gratuitamente, na categoria D, são sprays de pimenta defensivos até um máximo de 75 g de capacidade. Os sprays de maior capacidade são considerados armas ofensivas, não defensivas, e por isso são classificados como categoria B, exigindo autorização específica.
Uma pessoa não pode possuir mais de 12 armas de fogo centrais e não pode possuir mais de 10 pentes e 1.000 cartuchos de munição por arma de fogo. Uma licença de transporte de um ano pode ser emitida para pessoas "expostas a riscos excepcionais para a sua vida", permitindo a posse de uma arma e um máximo de 50 voltas. Tais autorizações são extremamente raras, no entanto, como o estado normalmente insistiria em fornecer proteção policial em tais casos. Desde novembro de 2015, os policiais também estão autorizados a transportar seu braço de serviço enquanto estão de folga.

### Irlanda
As leis de armas na Irlanda são rigorosas, exigindo que todas as armas de fogo sejam licenciadas individualmente através da polícia. Os candidatos devem ter 16 anos de idade e ter uma boa razão para propriedade, um local seguro para armazenar armas de fogo, comprovação de competência com a arma de fogo ou providências para tal, fornecer acesso a registros médicos e referências de dois caracteres e ser de boa mente e hábitos temperados. Os requerentes condenados por determinadas infrações especificadas terão um certificado de armas de fogo negado. A proteção pessoal não é um motivo válido para a propriedade.
A lei irlandesa sobre armas de fogo baseia-se no Ato de Armas de Fogo de 1925, que foi alterada por várias vezes (a última vez em 2000). O efeito cumulativo dessas modificações, juntamente com modificações em outros atos e confusão sobre quais alterações foram aplicadas, resultou em uma recomendação da Comissão de Reforma Legislativa Irlandesa de 2006 para que toda a legislação existente fosse reapresentada (redigida em um único documento com todos os Atos anteriores revogados). No entanto, a Lei de Justiça Criminal de 2006, continha uma reescrita de quase 80% da Lei de Armas de Fogo. Foi rapidamente seguido de emendas em 2007 e outras alterações importantes em 2009, exacerbando a confusão legislativa. A partir de 2014, a recomendação de uma Comissão de Reforma da Lei de Armas ainda não foi totalmente promulgada; a Lei de Armas de Fogo consiste na Lei inicial de 1925, alterada por aproximadamente vinte Atos distintos e é bem compreendida por apenas alguns dos que estão diretamente envolvidos em sua redação, emenda ou uso. Surgiram reclamações extensas sobre a aplicação da legislação, com várias centenas de casos de revisão judicial vencidos no Supremo Tribunal e no Supremo Tribunal por proprietários de armas de fogo, todos relacionados com decisões de licenciamento que não tinham cumprido a Lei sobre Armas de Fogo.

### Itália
Na Itália, a polícia nacional emite licenças de porte de armas para maiores de 18 anos sem antecedentes criminais, que não são doentes mentais ou conhecidos por abusadores de substâncias químicas, e que podem comprovar sua competência com a segurança das armas de fogo. Uma licença desportiva de tiro permite transportar armas de fogo descarregadas e dispará-las em intervalos de tiro designados. Uma licença de caça permite que os titulares se envolvam em caça com armas de fogo. Uma licença de transporte oculta permite que uma pessoa carregue uma arma de fogo carregada em público e exige provar uma "razão válida" para isso (por exemplo, um guarda de segurança ou um joalheiro em risco de roubo). O número de armas de fogo que um indivíduo pode possuir e manter em sua casa é limitado a três armas comuns, doze revólveres esportivos ou armas longas, um número ilimitado de armas longas de caça e oito armas de fogo históricas (fabricadas antes de 1890). Esses limites podem ser excedidos com uma licença de colecionador.
As armas de fogo particulares devem ser registradas no departamento de polícia local dentro de 72 horas após a aquisição. As compras de munição também devem ser registradas, e a posse é normalmente limitada a 200 cartuchos de munição de arma curta e 1500 cartuchos de munição de caça.

### Países Baixos
Nos Países Baixos, a posse de armas é restrita a agentes, caçadores e praticantes de tiro ao alvo (a autodefesa não é uma razão válida para possuir armas de fogo). Uma licença de caça requer a aprovação de um curso de segurança para caçadores. Para possuir uma arma para tiro ao alvo, o candidato deve ter sido um membro de um clube de tiro por um ano. Pessoas com delitos, vícios de drogas e doenças mentais podem não possuir armas de fogo.
Uma vez obtidas, as armas de fogo devem ser armazenadas em segurança e anualmente inspecionadas pela polícia. Armas de fogo só podem ser usadas em legítima defesa como uma questão de "força igual". Armas de fogo totalmente automáticas são proibidas, mas há poucas restrições: semiautomáticas, revólveres e pentes de todos os tamanhos são legais, assim como todos os tipos de munição. Um proprietário de arma licenciada só pode ter cinco armas de fogo registradas em sua licença ao mesmo tempo.

### Reino Unido
O Reino Unido possui uma das políticas de armas mais rigorosas do mundo. Desde os últimos anos, tem aumentado a regulamentação de armas de fogo por meio de várias leis de armas de fogo, o que levou à proibição total de armas de fogo automáticas e muitas armas de fogo semiautomáticas. As pistolas de carregamento de culatra também são rigorosamente controladas. A posse de armas de fogo geralmente requer um Certificado de Espingarda emitido pela polícia ou um Certificado de Arma de Fogo. O candidato deve ter: nenhuma condenação criminal; nenhuma história de condição médica, incluindo condições relacionadas ao álcool e às drogas; nenhuma história de depressão, distúrbio mental ou nervoso ou epilepsia; e um cofre seguro para guardar armas de fogo. Também deve-se apresentar um bom motivo para cada arma de fogo que o requerente deseja possuir (como caça, controle de pragas, coleta ou tiro ao alvo). A autodefesa só é aceita como um bom motivo na Irlanda do Norte.
Um Certificado de Espingarda permite que o detentor compre e possua qualquer número de escopetas e espingardas, desde que elas possam ser armazenadas com segurança. A capacidade da munição é limitada a duas rodadas. Para as armas atingidas por um Certificado de Arma de Fogo, a polícia pode restringir o tipo e quantidade de munição e onde e como as armas de fogo são usadas. Além da Irlanda do Norte, a propriedade privada da maioria das armas curtas foi proibida em 1997, com exceção das licenças de armas de fogo da seção 5, que são emitidas apenas para o pessoal de segurança marítima e aqueles sob proteção policial.

### República Tcheca

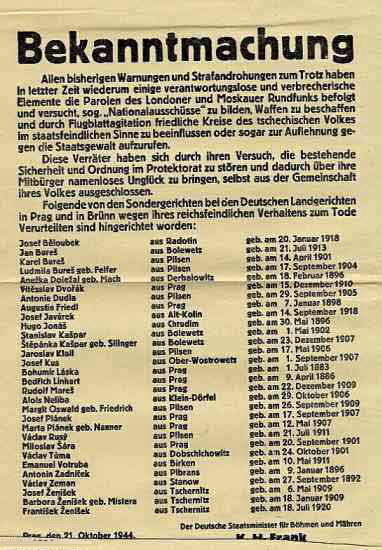
Lista de tchecos executados em 21 de outubro de 1944 pelas autoridades de ocupação alemãs por distribuir propaganda antinazista, formar organizações e possuir armas de fogo. Execuções semelhantes por recusa em obedecer à proibição de armas de fogo foram comuns durante todo o período da ocupação alemã.

A posse de armas de fogo por civis na República Tcheca se estende por mais de seis séculos, começando com as Guerras Hussitas na década de 1420, quando as armas de fogo se tornaram indispensáveis para o sucesso do exército miliciano, em sua maioria plebeus, em suas batalhas com guerreiros profissionais cruzados armados com armas de lâmina. Começando com seu uso na guerra pela liberdade religiosa, o direito de estar armado continua a ser considerado um símbolo de liberdade no país, ao lado de conceitos como liberdade de expressão e eleições livres.
A primeira legislação referente a armas de fogo foi adotada no "Acordo de Santo Venceslau" de 1517, que afirmava: "todas as pessoas de todos os níveis têm o direito de manter armas de fogo em casa" e estabeleceu a proibição do porte de armas de fogo. Uma promulgação de 1524 sobre armas de fogo introduziu então um sistema de emissão de autorizações de porte de armas de fogo. O direito sem permissão de posse de armas de fogo e porte sujeito a licenças obrigatórias permaneceu em vigor até a ocupação alemã de 1939. Durante a história tcheca, apenas nazistas e comunistas decretaram proibições de armas de fogo.
Após a Revolução de Veludo de 1989, a legislação de armas de fogo do país voltou às suas raízes históricas. As autoridades devem emitir licença de porte de arma de fogo para qualquer pessoa com mais de 18 anos, com ficha criminal limpa e boa saúde física e mental, que passe em um teste de proficiência em arma de fogo e seja legalmente confiável.
A República Tcheca é incomum em comparação com outros países da UE, pois a grande maioria dos proprietários de armas (250.342 de 307.372) possui suas armas de fogo para fins de proteção à vida e à propriedade. Além disso, a República Tcheca tem um sistema de emissão de autorização de porte velado, pelo qual cada titular de licença de autodefesa pode transportar até duas armas de fogo ocultas carregadas e a "pronto uso" (com uma munição na câmara). A República Tcheca tinha uma taxa mais alta de licenças de porte oculto per capita do que os EUA até 2010, apesar de uma taxa relativamente mais baixa de posse de armas, e em 2020, o governo tcheco endossou um plano para consagrar o direito dos indivíduos de usar armas de fogo, para a própria defesa e de outros, na constituição do país.

### Rússia
Os cidadãos russos com mais de 18 anos de idade podem obter uma licença de uso de armas de fogo depois de frequentar aulas de segurança de armas e passar em um teste federal e verificação de antecedentes. A licença é válida por cinco anos e pode ser renovada. Armas de fogo podem ser adquiridas para defesa pessoal, caça ou atividades esportivas. As licenças de transporte podem ser emitidas para a caça de armas de fogo licenciadas para fins de caça. Inicialmente, a compra é limitada a armas de fogo de cano longo e liso e armas pneumáticas com uma energia inicial de até 25 joules (18 ft⋅lbf). Depois de cinco anos de posse de espingarda, rifles podem ser comprados. Revólveres geralmente não são permitidos. Espingardas e espingardas com canos com menos de 500 mm de comprimento são proibidas, assim como armas de fogo que disparam em rajadas e têm capacidade para mais de 10 tinteiros. Os silenciadores são proibidos. Um indivíduo não pode possuir mais de dez canhões (até cinco espingardas e até cinco rifles), a menos que façam parte de uma coleção de armas registradas.

## Oceania

### Austrália
As leis de armas na Austrália são regulamentadas pelos estados, que emitem licenças de armas de fogo para caça, tiro esportivo, controle de pragas, coleta e para agricultores e trabalhadores rurais. Licenças são proibidas para criminosos condenados e aqueles com histórico de doença mental. As licenças devem ser renovadas a cada 3 ou 5 anos (ou 10 anos no Território do Norte e Sul da Austrália). Os titulares de licenças integrais devem ter 18 anos de idade; As permissões do menor permitem o uso de armas de fogo sob supervisão de adultos por pessoas de até 12 anos na maioria dos estados.
Revólveres podem ser obtidos por produtores primários (fazendeiros) em alguns estados, praticantes de tiro esportivo, e certos guardas de segurança depois de cumprir um período experimental de seis meses com um clube de tiro. As armas restritas incluem armas militares, espingardas semiautomáticas (independentemente da capacidade ou calibre), espingardas de bombas e semiautomáticas.

### Nova Zelândia
As leis de armas da Nova Zelândia compreendem a Lei de Armas de 1983, a Lei de Emenda de Armas de 1992 e as Regulamentações de Armas de 1992, e se concentram principalmente na habilitação dos proprietários de armas de fogo. Uma licença de armas de fogo pode ser emitida pela polícia para os candidatos que comparecerem a uma palestra de segurança, passarem um teste escrito sobre segurança e o Código de Armas e tiverem armazenamento seguro para armas de fogo e munição; a polícia também entrevistará o candidato e duas referências para ter certeza de que o candidato é "apto e apropriado" para possuir uma arma de fogo. Ter associações criminosas, uma história de violência doméstica, instabilidade mental ou abuso de álcool ou drogas quase sempre resultam na recusa do pedido. O mau comportamento envolvendo armas de fogo geralmente leva a uma licença de armas de fogo sendo revogada pela polícia. Mesmo quando licenciada, uma pessoa só pode estar de posse de uma arma de fogo para um propósito legal, apropriado e suficiente, para o qual a política da Nova Zelândia é excluir autodefesa, no entanto, isso não está escrito na Lei de Armas ou regulamentos de apoio.
A propriedade de certos tipos de armas de fogo exige procedimentos de verificação mais rigorosos, um nível mais alto de segurança de armazenamento e uma "razão especial" para obter a arma. O candidato deve obter um endosso apropriado em sua licença e autorização para obter antes de obter armas curtas, metralhadoras, rifles de assalto seletivo e semiautomáticos estilo militar (MSSAs).